# 146. Division (Israel)
Die 146. Division, auch bekannt als die Ha-Mapatz Division („Bang“), ist eine Reserve-Infanteriedivision der israelischen Verteidigungsstreitkräfte. Sie ist dem israelischen Nordkommando unterstellt. Während des Jom-Kippur-Krieges kämpfte die Division in den Verteidigungsschlachten auf dem nördlichen Golan.
- 146. Division „Ha-Mapatz“ (Reserve)
  -  2. Infanteriebrigade „Carmeli“ (Reserve)
  -  4. Panzerbrigade „Kiryati“ (Reserve)
  -  205. Panzerbrigade (Reserve)
  -  226. Fallschirmjäger Brigade (Reserve)
  -  228. Infanteriebrigade „Bislamach“ (Reserve)
  -  213. Artilleriebrigade (Reserve)
  -  Divisions Logistikbrigade
  -  Divisions Fernmeldebataillon